# Klaus-Michael Bonsack
Klaus-Michael Bonsack (Waltershausen, 26 dicembre 1941 – Innsbruck, 5 marzo 2023) è stato uno slittinista tedesco orientale, vincitore di una medaglia d'oro ai Giochi olimpici di Grenoble 1968. Dopo la riunificazione della Germania (1990), acquisì la cittadinanza tedesca.

## Biografia
Gareggiò sia nel singolo che nel doppio, primeggiando in entrambe specialità. Nella specialità biposto iniziò in coppia con Thomas Köhler e dopo il ritiro di quest'ultimo, avvenuto all'indomani dei Giochi di Grenoble 1968, gareggiò per tre stagioni con l'altro fratello Köhler, Michael; concluse la sua carriera nel 1972 gareggiando insieme a Wolfram Fiedler.
Prese parte a tre edizioni dei Giochi olimpici invernali: ad Innsbruck 1964 vinse la medaglia d'argento nel singolo e non riuscì a portare a termine la gara nel doppio, a Grenoble 1968, conquistò la medaglia di bronzo nel singolo e quella d'oro nel doppio ed a Sapporo 1972, dove ebbe l'onore di sfilare come portabandiera per la spedizione tedesca orientale in occasione della cerimonia di apertura dei Giochi, giunse quarto nel singolo e colse la medaglia di bronzo nel doppio.
Ai campionati mondiali ottenne una medaglia d'argento ed una di bronzo nel singolo, nonché una d'oro, ad Hammarstrand 1967, ed altre due d'argento ed una di bronzo nel doppio.
Ritiratosi dalle competizioni dopo i Giochi di Sapporo 1972, lavorò per la federazione tedesca orientale di bob fino alla riunificazione tedesca, quindi divenne allenatore della squadra austriaca di slittino. Successivamente ha ricoperto incarichi per la Federazione Internazionale Slittino ed è attualmente il presidente della commissione incaricata di sovraintendere alla costruzione di nuove piste; sotto la sua supervisione sono state omologate la pista olimpica di Cesana Pariol e quella di Paramonovo.
Come riconoscimento di questa strepitosa carriera, nel 2004 è stato il primo, insieme a Paul Hildgartner e Margit Schumann, ad essere introdotto nella FIL Hall of Fame.

## Palmarès

### Olimpiadi
- 4 medaglie:
  - 1 oro (doppio a Grenoble 1968);
  - 1 argento (singolo ad Innsbruck 1964);
  - 2 bronzi (singolo a Grenoble 1968; doppio a Sapporo 1972).

### Mondiali
- 6 medaglie:
  - 1 oro (doppio ad Hammarstrand 1967);
  - 3 argenti (doppio a Davos 1965; singolo ad Hammarstrand 1967; doppio a Königssee 1970);
  - 2 bronzi (singolo ad Imst 1963; doppio a Königssee 1969).